# Jean-Marie Soutou
Pour l'historien, voir Georges-Henri Soutou.
Jean-Marie Léon Soutou, né le 18 septembre 1912 à Bruges dans les Basses-Pyrénées et mort le 10 septembre 2003 au Port-Marly, est un résistant français, membre fondateur de Amitié chrétienne avec l'abbé Alexandre Glasberg. Il est un diplomate et haut fonctionnaire, ambassadeur de France en Algérie, président et inspecteur général des postes diplomatiques et consulaires (1966–1971), président de la Société des amis de Raymond Aron, président de la Croix-Rouge française. Il est reconnu comme Juste parmi les nations.

## Biographie
Jean-Marie Soutou, est né le 18 septembre 1912 à Bruges dans les Basses-Pyrénées aujourd'hui Pyrénées-Atlantiques.
Il est le fils d'Antoine Soutou, le cordonnier du village, et de Marie Matocq-Massey.

### Études
La famille Soutou habite en face de l'école communale du village de plus de 1 500 habitants. Il fait ses études au Collège de Bétharram à Lestelle-Bétharram (Pyrénées-Atlantiques), jusqu'à l'âge de 15 ans. Il reçoit une formation d’électricien, métier qu’il n'exerce que peu de temps.

### La Revue Esprit
À Pau, à partir de 1934, il fréquente l’abbé Plaquevent et ses quelques proches qui ont constitué un groupe Esprit. Il fait connaissance de Bertrand d'Astorg, Jacques Ellul et Bernard Charbonneau, qui viennent de Bordeaux.
En avril 1939, Emmanuel Mounier le recrute comme secrétaire de rédaction de la Revue Esprit.

### Seconde Guerre mondiale
En septembre 1939, Jean-Marie Soutou est mobilisé. Il est démobilisé en août 1940 à Cheylard-l'Évêque en Ardèche.

#### Résistance
Il reste quelques mois en Ardèche puis rejoint en 1941 Emmanuel Mounier à Lyon. Il fait partie des fondateurs de l'Amitié chrétienne, établie à Lyon en 1941, dans le but d'aider les juifs et autres victimes soumis aux décrets de Vichy et de l'occupant, associant des catholiques et des protestants.
Il se charge de fournir de faux papiers d'identité. Il participe à l’organisation de passages clandestins en Suisse. Il trouve des cachettes pour des enfants.

##### Camp de Vénissieux
Le camp de Vénissieux (ou camp de Vénissieux-Saint-Fons), situé 25-27 avenue de la République à Vénissieux (Métropole de Lyon), fut utilisé notamment pour l'internement des juifs apatrides lors des rafles de l'été 1942.
Dans le cadre de la grande rafle du 26 août 1942, 1016 juifs considérés comme apatrides sont arrêtés puis internés dans le camp de Vénissieux. 546 partiront de Lyon pour le camp de Drancy.
Une nouvelle circulaire des autorités de Vichy venant de paraître stipulait que les orphelins ne feraient pas partie des personnes déportées. Flouant les autorités, des œuvres charitables vont s'introduire dans le camp et faire signer à des détenus en partance des actes de délégation de paternité. En les reniant, ces femmes et ces hommes sont allés au-delà d’eux-mêmes pour laisser à leurs enfants une chance de survie.
108 enfants sont ainsi exfiltrés durant la nuit du 28 au 29 août (quatre seront repris et assassinés, 9 enfants retrouveront leurs parents). À l'extérieur du camp de nombreux relais seront nécessaires pour les cacher jusqu'à la fin de la guerre.
Ce sauvetage est un des plus spectaculaires de la Seconde Guerre mondiale. Citons le cardinal Gerlier (Primat des Gaules, Archevêque de Lyon) qui couvre de son autorité morale les actions illégales du groupe de Résistance l'Amitié Chrétienne (l’abbé Glasberg, le Révérend Père Chaillet et Jean-Marie Soutou) mais aussi le Pasteur Boegner, Madeleine Barot et la Cimade, le docteur Joseph Weill, Charles Lederman, Elisabeth Hirsch, Hélène Levy, Claude Gutmann ainsi que l’OSE (Œuvre de secours aux enfants), Gilbert Lesage et le Service Social des Etrangers.

#### Arrestation
Le 27 janvier 1943 la Gestapo arrête dans les bureaux de l'"Amitié chrétienne" le père Pierre Chaillet et Jean-Marie Soutou, au motif qu'ils auraient donné asile à des Juifs recherchés par les autorités.
Le père Pierre Chaillet est remis en liberté quelques heures après. Jean-Marie Soutou reste en prison trois semaines à la prison Montluc. Il doit sa libération au cardinal Gerlier.
Jean-Marie Soutou passe clandestinement en Suisse avec l'aide de la Résistance.

#### La Suisse
En août 1944, il est délégué en Suisse du commissariat de l’Information.

### Après la Guerre

#### Le Diplomate
En 1945, il devient secrétaire d’ambassade (cadre complémentaire) en Yougoslavie.
En 1950, il devient administrateur au ministère des Affaires étrangères (affaires économiques) et en 1951, secrétaire des Affaires étrangères.
De juin 1954 à février 1955, il devient Directeur adjoint de cabinet de Pierre Mendès France (ministre des Affaires étrangères et président du Conseil).
Il est Ministre plénipotentiaire en  1954 et devient en 1955-1956 Sous-directeur d’Europe (Europe orientale) au ministère des Affaires étrangères.
En 1956, il est Ministre-conseiller d’ambassade en URSS.
En 1958, il est Consul général à Milan en Italie.
Il devient de 1961 à 1962 Directeur des affaires d’Europe au ministère des Affaires étrangères, Directeur des affaires africaines et malgaches, puis de 1962 à 1965, Chargé des affaires d’Afrique-Levant.
De 1966 à 1971, il est Inspecteur général des postes diplomatiques et consulaires.
De 1971 à 1975, Jean-Marie Soutou est ambassadeur de France en Algérie.
En 1975, il est représentant de la France auprès des Communautés européennes. En 1976, il devient Secrétaire général du ministère des Affaires étrangères. Il participe cette année là aux négociations pour endiguer la crise monétaire européenne de l'année 1976 ,.

#### La Croix-Rouge française
Il est président de la Croix-Rouge française de 1978 à 1983.

### Famille
Il épouse le 14 mars 1942 Maria Isabel (Maribel) de Semprun y Maura (1921-2011), une sœur de Jorge Semprún. Ils ont un fils, l'historien Georges-Henri Soutou, né à Genève le 14 août 1943.

## Honneurs
- Commandeur de la Légion d'honneur
- Grand-croix de l'ordre national du Mérite
- Juste parmi les nations, dossier Yad Vashem : 5890. Remise de la médaille de Juste le 23 mars 1994[13],[8]